# Miyuki-chan in Wonderland
Miyuki-chan in Wonderland (яп. 不思議の国の美幸ちゃん фушіґі но куні но міюкі-чян) або Міюкі-чян у Дивосвіті — комедійна манґа групи CLAMP, юрійна пародія на твір Льюїса Керрола «Аліса у Дивосвіті». Манґа розповідає про звичайну японську школярку Міюкі, яка часто потрапляє в дивні місця, в яких напівоголені жінки намагаються її роздягнути. У 1995 р. було створено дві 30-хвилинних OVA-серії за мотивами перших двох розділів оригінальної манґи.

## Сюжет
Міюкі (яп. 美幸) — звичайна японська школярка з невинними поглядами, боїться усього незвичайного, любить поспати, любить читати манґу, працює в ресторані. Її унікальна здатність — потрапляти в інші виміри, які знаходяться в книзі, манзі, кіно чи деінде ще. Усього протягом історії Міюкі-чян відвідує 7 дивних вимірів.
- Сейю: Маріко Кода

### Дивосвіт
Перша історія є пародією на книгу «Аліса в Дивосвіті». Міюкі, запізнюючись до школи бачить жінку в костюмі кролика на скейті, яка галасує, що спізнюється (пародія на Білого Кролика). В ту ж мить Міюкі провалюється в отвір в землі і потрапляє в дивне темне місце, де знаходяться лише двері з дівчиною. Далі вона бачить двох близнючок То Лі та Чо Лі (пародія на Твідлдам та Твідлді), які призивають Міюкі до бою, але дівчина тікає до них і потрапляє до трьох жіночок, які чаювали (пародія на Божевільного Капелюшника, Березневого Зайця та Мишу). Міюкі бачить на дереві жінку у костюмі кішки, яка пропонує дівчині допомогти (пародія на Чеширського Кота). Далі Міюкі бачить дівчат, вдягнених у костюми гральних карт, які перефарбовують троянди за наказом королеви. З'являється Королева (пародія на Королеву Червів) у шкіряному костюмі і з батогом. Налякана Міюкі тікає геть і знову провалюється в який отвір. Міюкі прокидається і усвідомлює, що це був лише сон.
- Жінка у костюмі кролика — Юко Наґашіма
- Дівчина на дверях — Хекіру Шійна
- Чо Лі — Юко Наґашіма
- То Лі — Меґумі Оґата
- Чаювальниця в капелюсі — Емі Шінохара
- Чеширська кішка — Ай Орікаса
- Королева — Кікуко Іноуе

### Задзеркалля
Друга історія є пародією на книгу «Аліса в Задзеркаллі». Міюкі розчісуючи вранці волосся перед дзеркалом бачить, що її відображення починає рухатись не так як вона сама і раптово хапає її за руку і втягує у дзеркало. Міюкі падає невідомо-куди і бачить на високому стовпі дівчину схожу на демона (пародія на Джабберуока). Ця демониця хапає Міюкі і впускає Міюкі, яка падає на величезну шахову дошку де дехто на ім'я Шалтай-Болтай (англ. Humpty Dumpty, пародія на Шалтая-Болтая) пропонує Міюкі зіграти в шахи на роздягання… Міюкі розуміє, що задрімала перед дзеркалом.
- Суміре (фіалка) — Ріка Мацумото
- Юрі (лілія) — Сакура Танґе
- Шалтай-Болтай (Humpty Dumpty) — Масако Кацукі

### Телебачення
Цей розділ є пародією на фантастичні фільми 60-их років. Міюкі пропустила старий фантастичний фільм «Барбарелла — королева Галактики» і дуже шкодувала про це поки не потрапила в телебачення в цей самий фільм, де персонажі постійно намагалися щось утнути з дівчиною… Міюкі задрімала перед телевізором.

### Ресторан
Міюкі працює ввечері після школи у ресторані сімейного типу. Одного разу, коли вона ледь не спізнилась на свою зміну Міюкі побачила, що ресторан перетворився на великий боксерський ринг, а дівчата-офіціантки вирішили провести бій, на якому вирішиться хто ж найкраща робітниця в ресторані. Цього разу Міюкі стукнулась головою об двері.

### Маджонґ
Міюкі взяла почитати манґу про маджонґ. Раптом з цієї манґи вискочили дівчата, які запросили Міюкі зіграти в гру, але вона не знала правил. Однак через те, що Міюкі читала манґу, вона зовсім випадково для себе виграла. Тут простежується характерний для робіт CLAMP сюжет про те як людина, яка не вміла грати в маджонґ виграє зовсім випадково.

### Відеогра
Цей розділ є пародією на RPG-ігри. Міюкі грає у гру на відеоприставці. Після того як вона програла, подається запит на продовження гри на секретному рівні. Міюкі дає згоду і потрапляє у світ відеогри, де зустрічається з персонажами гри, які обирають Міюкі головним героєм, який має битись з головним босом.

### Світ X/1999
Цей розділ є пародією на манґу X/1999. Міюкі дивиться в кінотеатрі фільм «X», знятий за мотивами однойменної манґи. У сцені, де Которі була розіп'ята на хресті, Міюкі засмоктало в екран і вона опинилась у фільмі. Хіното і Которі нарекли Міюкі ім'ям Камуі, який має прийняти сторону Драконів Неба чи сторону Драконів Землі. Міюкі не бажає цього, втікає зустрічається з різними жіночими персонажами манґи. В кінці Міюкі прокидається у в залі, але бачить себе на великому екрані на хресті замість Которі…

## Аудіодрама
1 квітня 1995 р. був випущений диск з чотирма треками: аудіодрамою «Міюкі-чян на тимчасовій роботі» та 3-ма піснями: «Sore wa Wonderland» («Це Дивосвіт»), «Ai wa Never End» («Кохання ніколи не закінчується») та «Iya Yo!» («Ні за що!»), які виконує Маріко Кода, що озвучила Міюкі. Остання пісня звучить також наприкінці 2-ї OVA серії. 17-тихвилинна аудіодрама озвучує розділ той розділ манґи, де Міюкі змушена битися на рингу проти колег по роботі в ресторані, щоб вибороти звання найкращої працівниці.
- Харумі — Юмі Тоума
- Манацу — Меґумі Оґата
- Май — Юко Наґашіма
- Акі — Хекіру Шійна
- Юкі — Вакана Ямазакі

Також Міюкі з'являється у кожному новому світі в манзі Tsubasa: -RESERVoir CHRoNiCLE-. Міюкі є епізодичним персонажем у 15 і 17 серіях «Clamp Gakuen Tanteidan», де вона грає офіціантку в ресторані Акіри, а також шукає свого улюбленця тхора. Персонажі даної манґи з'являються в кліпах «Clamp in Wonderland» та «Clamp in Wonderland 2». Детальна інформація про манґу міститься у 9-му випуску антології Clamp no Kiseki.
Використання сюжету «Аліси в Дивосвіті» є характерним для багатьох робіт CLAMP: «Cardcaptor Sakura», «Clamp in Wonderland», «Miyuki-chan in Wonderland» та «×××HOLiC».